# Electronic Superhighway
Electronic Superhighway est une œuvre de l'artiste sud-coréen Nam June Paik créée en 1995 et exposée au Smithsonian American Art Museum à Washington D.C., aux États-Unis (numéro d'inventaire 2002.23). Elle fait partie du mouvement d'art vidéo. Le nom complet de l'œuvre est Electronic Superhighway: Continental U.S., Alaska, Hawaii.

## Description
Electronic Superhighway est l'une des œuvres les plus connues de Nam June Paik. Elle se compose de moniteurs de télévision, de plusieurs éclairages au néon et d'une structure en acier et en bois. L'installation mesure 12 mètres de longueur (40 pieds) et 4,5 mètres de hauteur (15 pieds). Elle se compose de 336 téléviseurs, 50 lecteurs de DVD, 1 143 mètres (3 750 pieds) de câbles et 175 mètres (575 pieds) de tubes au néon multicolores. L'Alaska et Hawaii sont représentés à part pour respecter la discontinuité géographique de l'océan Pacifique qui sépare les 48 états du Mainland des deux derniers états.
Les écrans de chaque État diffusent des images et des sons qui lui sont propres et qui caractérisent leur identité :

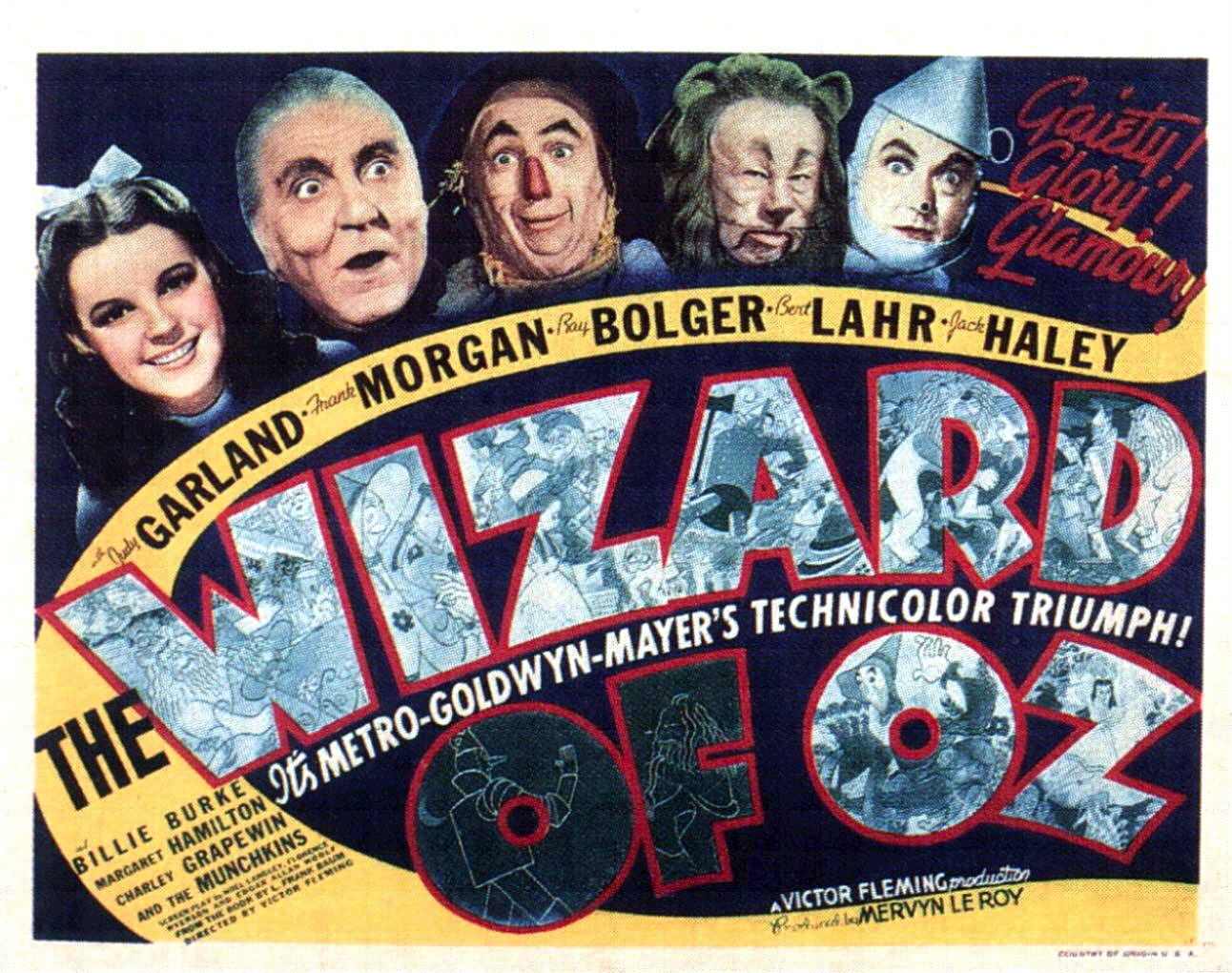
Le Magicien d'Oz

- Pour l'Oklahoma : le Magicien d’Oz ;
- Le compositeur américain John Cage représente son idée du Massachusetts ;
- L'Arkansas montre des images d'une performance de Charlotte Moorman et du chorégraphe Merce Cunningham ;
- Pour le Missouri, les écrans diffusent le film Meet Me In St. Louis ;
- Le Kentucky est représenté par le Kentucky Derby ;
- Pour l'Indiana, le spectateur peut voir des extraits de l’Indy 500 ;
- Dans l’Iowa, on peut voir des politiciens faire campagne pendant les caucus de l’Iowa ;
- La partie pour l’Illinois montre des scènes prises dans la ville de Chicago et une photographie du président Abraham Lincoln ;
- Le Colorado montre des sports amateurs ;
- Pour le Mississippi, l'artiste a choisi des images du mouvement des droits civiques ;
- Le petit état du Rhode Island n’a qu’une télévision minuscule ;
- L'Alaska est représenté par la glace et la neige ;
- La Californie est représentée par des cours de fitness et des 1 et des 0 pour le langage binaire, une référence aux activités de hautes technologies dans la Silicon Valley.
- Le Dakota du Sud montre George McGovern et non le Mont Rushmore.

## Analyse et interprétation

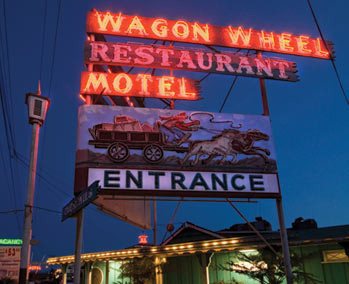
Enseigne en néon d'un motel en Californie.

Lorsque Nam June Paik est arrivé aux États-Unis en 1964, il n'avait que 32 ans : il venait de Corée du Sud qui était un petit pays en cours de développement. Il fut alors impressionné par la grandeur et la modernité des États-Unis. L'installation Electronic highways suggère cette impression à laquelle le jeune artiste sud-coréen a été confronté à son arrivée.
En 1964, le réseau routier inter-États n’avait que neuf ans et les autoroutes offraient à chacun la liberté de circuler dans tous les états du pays. Les contours des États sont clairement définis, mais aussi reliés entre eux par le réseau de néons, qui fait écho au réseau d’autoroutes interétatiques. Cependant, alors que les autoroutes facilitaient le transport des personnes et des marchandises d’une côte à l'autre, les néons suggèrent que ce qui unit désormais le territoire américain, ce n’est pas tant les voies de transport, mais la communication électronique. L'installation illustre bien la devise des États-Unis : E pluribus unum. littéralement « un seul à partir de plusieurs » ou, dans une traduction plus directe, « De plusieurs, un » (corrélation avec la devise L'union fait la force). Cette devise, qui réfère d'abord à l'intégration des Treize Colonies indépendantes en un pays unifié, a ensuite pris une signification sociopolitique supplémentaire, de par la nature pluraliste de la société américaine, issue de l'immigration.
Les néons multicolores évoquent les cartes multicolores et les publicités pour les motels et les restaurants présents sur les routes américaines. Les différentes couleurs suggèrent que les 50 États ont des identités et des cultures distinctes, et ce même à l’ère de l’information et de la communication contemporaine. Aujourd’hui, Internet et la radiodiffusion vingt-quatre heures sur vingt-quatre tendent à homogénéiser les coutumes et les accents de ce qui était autrefois une nation américaine plus diversifiée. Nam June Paik a été le premier à utiliser l’expression « autoroute électronique » qui est aujourd'hui utilisée pour désigner l'internet. L'installation montre aussi que l'image des États-Unis est toujours marquée par le cinéma et la télévision.
D'autres artistes ont interprété la carte des États-Unis : c'est le cas de Jasper Johns qui peint une carte des États-Unis en 1961 conservée au Moma de New York.